# Dubitogomphus bidentatus
Dubitogomphus bidentatus – gatunek ważki z rodziny gadziogłówkowatych (Gomphidae).